# آروس خودانیان
آروس خودانیان (ارمنی: Արուս Խուդանյան؛ انگلیسی: Arous Khoudanyan؛ ۱۱ ژانویهٔ ۱۸۹۷ – ۴ نوامبر ۱۹۷۱) یک بازیگر اهل ارمنستان بود. وی بین سال‌های ۱۹۱۸ تا؟ میلادی فعالیت می‌کرد.

## زندگی‌نامه
وی در ۱۱ ژانویهٔ ۱۸۹۷ در تفلیس به دنیا آمد . وی در تئاتر دراماتیک وانادزور فعالیت می‌کرد. وی همچنین برندهٔ جوایزی همچون هنرمند مردمی ارمنستان شوروی (۱۹۵۴) شده است. وی در ۴ نوامبر ۱۹۷۱ در سن ۷۴ سالگی در کیروواکان درگذشت.

## گزیده فیلمشناسی
از فیلم‌ها یا برنامه‌های تلویزیونی که وی در آن نقش داشته است می‌توان به پیش از سپیده‌دم اشاره کرد. 

## تئاتر شناسی
- سالومه - گابریل سوندوکیان «قربانی دیگر»
- آنا - دولاکیان «در سحرگاه»
- کابانیخا - آلکساندر آستروفسکی «رعد و برق»
- امیلیا ویلیام شکسپیر «اتلو»

## نگارخانه

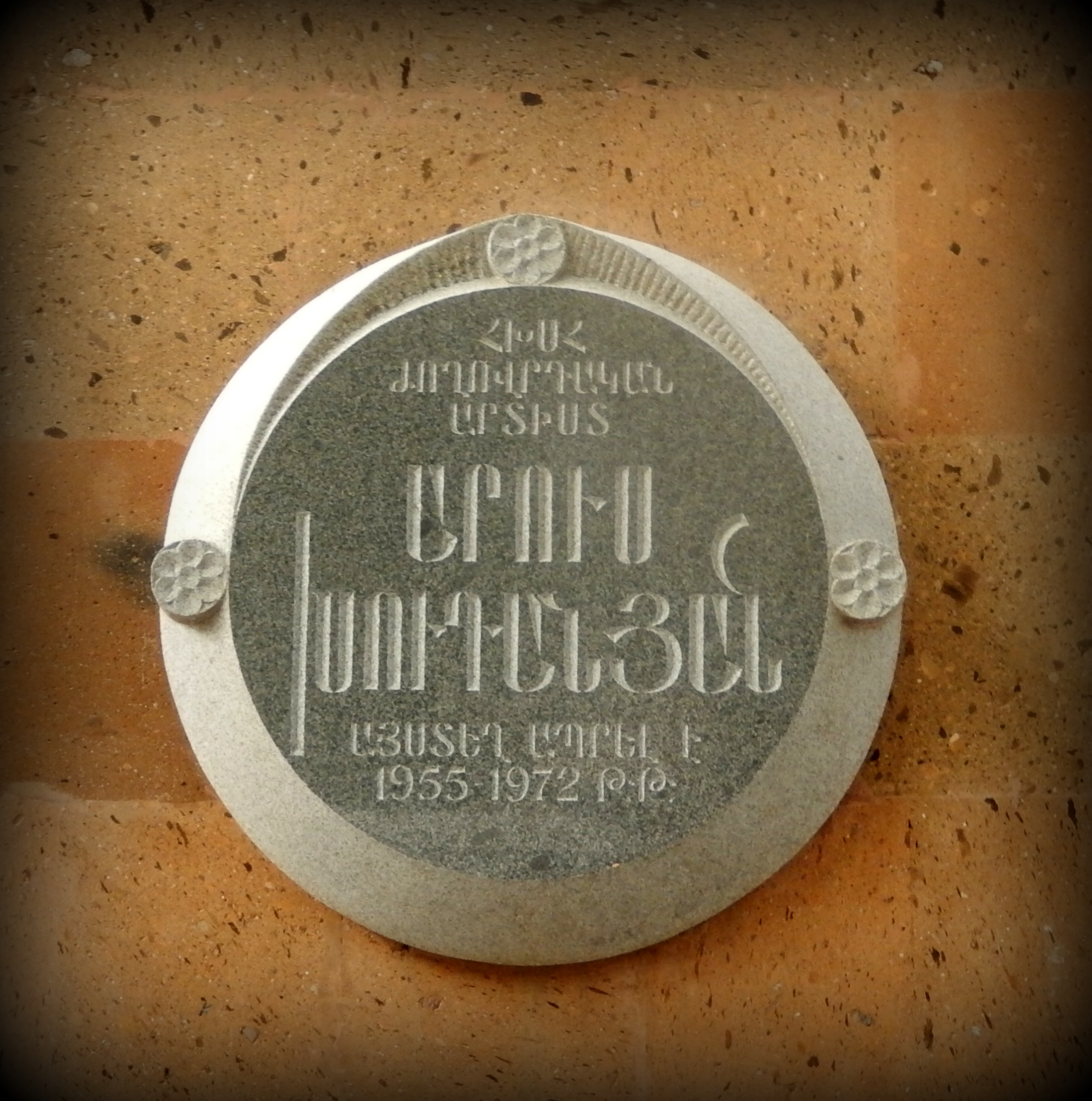